# Marie-Edmée Pau
Pour les articles homonymes, voir Pau (homonymie).
Marie-Edmée Pau, née le 16 novembre 1845 à La Guillotière près de Lyon et morte le 7 mars 1871 à Nancy, est une artiste, illustratrice et historienne française, lauréate du prix Montyon de l'Académie française.
Elle est surtout connue comme autrice d'un journal intime publié après sa mort, d'abord de façon expurgée par sa famille en 1876, puis qui est étudié en version complète de 2004 à 2012. À rebours des conventions de son époque, elle s'interroge sur son genre, rejette le mariage et revendique son émancipation par l'art.

## Biographie
Marie-Edmée Pau naît en 1845 au sein d'une modeste famille de militaires. Elle est la fille d'un militaire protestant et d'une catholique. Son père meurt en 1849, aussi est-elle surtout élevée par sa mère. Elle étudie à l'université de la Sorbonne, à Paris, et à l'université de Nancy où elle suit des cours de littérature en 1862-1863. Elle prend aussi des cours de dessin à Paris et Nancy.
Elle dessine pour les éditions de Pierre-Jules Hetzel. Elle illustre aussi Le Journal de Marguerite, un best-seller de la littérature pour jeunes filles qui paraît en 1867. Elle veut ainsi vivre de ses illustrations et recevoir la reconnaissance pour ses talents.
Marie-Edmée Pau enseigne à l'école pour les filles de milieu modeste et leur fait le catéchisme.
Comme historienne, elle écrit sous le pseudonyme de Marie Edmée une Histoire de notre petite sœur Jeanne d'Arc, publiée après sa mort en 1874 et qui remporte le Prix Montyon de l'Académie française.
Dans son journal intime qu'elle commence à 14 ans en 1859, Marie-Edmée Pau note les événements de sa vie quotidienne, mais livre surtout ses réflexions et ses interrogations. Ainsi, elle maudit les préjugés contre son sexe, regrette de ne pas pouvoir devenir militaire comme son frère pour défendre le pays. Nicole Cadène indique que Marie-Edmée Pau « vit exilée dans son sexe ». Elle maudit son sexe qui la gêne dans ses projets d'indépendance par sa profession artistique.
Elle meurt à 25 ans, le 7 mars 1871, à la suite d'une expédition infructueuse pour retrouver son frère qui a disparu pendant la guerre franco-allemande de 1870.

## Œuvres
- Histoire de notre petite sœur Jeanne d'Arc, 1874 (lire en ligne) — Prix Montyon de l'Académie française, 1874[4].
- Premiers printemps, souvenirs d'enfance et de jeunesse d'une sœur de Jeanne d'Arc, 1898.
- Les principales versions de son Journal sont :
  - Le Journal de Marie-Edmée  (préf. Antoine de Latour), Paris, Plon, 1876 (lire en ligne).
  - Journal de Marie-Edmée, huit carnets manuscrits, collection particulière (ayant fait l'objet d'études et de publications diverses, de 2004 à 2012).